# 氣態信號分子
氣態信號分子（Gaseous signaling molecules）是氣態的信號分子，是生物體、组织或细胞中，傳遞化學信號，引發生理或是生化反應的气体分子，可能是生物自然合成（內源），也可能是體外進入生物體內。這類分子有氧氣、二氧化碳、二氧化硫、一氧化二氮、氰化氢、氨、甲烷、氢氣、乙烯等。
有些氣態信號分子也是神经递质，這類分子稱為氣態神經遞質，包括一氧化氮、一氧化碳和硫化氫。
以往會將氣態信號分子及相關生理反應的研究，歸類在人工氣體的範圍內。

## 各種氣態信號分子

### 氧氣
氧氣（O2）是重要的氣態信號分子及訊息傳遞介質，在許多生理學過程和病理學過程中都很重要，透過分子氣體受體蛋白以及其他訊息傳遞路徑發揮作用。不細胞以及生物體內的O2濃度都需要緊密監控，確保含氧量正常，沒有在不受控的缺氧高氧狀態。哺乳动物體內有特殊的組織（像是頸動脈體）會監控O2濃度。

### 二氧化碳
二氧化碳（CO2）和身體各部位供血的自身调节有關，若二氧化碳濃度過高，微血管會擴張，讓多一些血液可以通過此一組織。
碳酸氢根離子（HCO3−）是調節血液pH的重要離子。呼吸速率會影響血液中二氧化碳的濃度。若呼吸太慢或太淺，會引發呼吸性酸中毒，若呼吸太快，會造成过度换气，引發呼吸性鹼中毒。
生物體需要氧氣來進行新陳代謝，但是氧濃度過低不會使得生物呼吸，較高的二氧化碳濃度才會刺激生物呼吸。

### 一氧化氮
一氧化氮（NO）是許多脊椎动物生理及生化過程中重要的信號分子，是人類強效的血管擴張劑（細節可參考一氧化氮生物化學效用）。

### 一氧化二氮
一氧化二氮（N2O）是生物還原一氧化氮後所得的產物，可能是有酵素的還原，也有可能是沒有酵素的還原。透過体外实验已經證實可以透過一氧化氮和硫醇的反應，產生內源性的一氧化二氮。也有研究者發現一氧化氮還原為一氧化二氮的反應，會在在肝細胞裡也進行，特別是在細胞質和線粒體中，因此推測哺乳動物細胞可能會產生一氧化二氮。目前已知有些細菌會在反硝化反应中製造一氧化二氮。
早在1981年時就有人根據一氧化二氮的臨床研究推測，此氣體可以直接對药理学受体作用，因此也有神經遞質的作用。透過體外實驗證實了上述的結果。
一氧化二氮會和阿片样肽受体結合，也會和阿片样肽受体的間接作用，此外，一氧化二氮會抑制NMDA受體介導的反應，抑制離子電流，減少NMDA受體介導的興奮性毒性和神經變性。一氧化二氮也會抑制甲硫氨酸的合成，減緩從同半胱胺酸轉換為甲硫氨酸的速率，提高同半胱胺酸的濃度，降低甲硫氨酸的濃度。透過淋巴细胞細胞培養已證實有此效應，在人類肝臟活體切片中也有此效應。

### 二氧化三碳

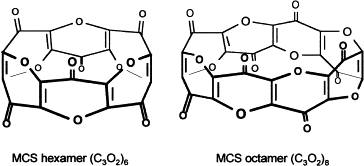
這些是在生物體中發現的低氧化碳的 6 環或 8 環大環聚合物。它們可作為內源性地高辛樣 Na+/K+-ATP 酶和 Ca 依賴性 ATP 酶抑制劑、內源性利鈉劑、抗氧化劑和抗高血壓藥

二氧化三碳（C3O2）是所有生成一氧化碳的生物過程（例如血紅素被血紅素氧化酶-1氧化）中，會伴隨產生的產物，也會由丙二酸生成二氧化三碳。目前已知生物體內的二氧化三碳會快速聚合，形成大環多碳的結構，其化學式為(C3O2)n（最常見的有(C3O2)6和(C3O2)8），這些大環化合物是有效的Na+/K+-ATP酶抑制劑，也是依鈣ATP酶的抑制劑，有類似地高辛的生理特性，也有利尿和降血壓的作用。一般認為這些大環多碳化合物是體內產生，類似地高辛，可以調節Na+/K+-ATP酶和依鈣ATP酶的物質，也是體內產生的利尿劑和降血壓物質。

### 二氧化硫
二氧化硫（SO2）在哺乳類動物體內的作用，目前只有一部份為人所知。二氧化硫會阻斷來自肺張力接受器的神經信號，也會中止肺牽張反射。

### 氰化氫
有研究者發現，若用內源性或是外源性的鴉片類藥物活化神經元的鴉片類藥物受体，神經元會生成氰化氫，而且此一作用也會活化NMDA受體，是神經元細胞之間信號傳導（神經傳導）的重要物質。而且，氰化氫清除劑會減少鴉片類藥物的止痛效果，若要讓鴉片類藥物有足夠的止痛效果，需要增加神經元受鴉片類藥物影響，所產生氰化氫的量。因此研究者認為內源性的神經元氰化氫是神經調節劑（neuromodulator）。

### 氨
氨（NH3）在動物的細胞生理學中相當重要。氨是胺基酸正常代謝的產物，但高濃度的氨有毒。肝臟會透過一系列的反應（尿素循环），將氨轉換為尿素。若是肝功能異常（例如肝硬化），會使血液中氨濃度上昇（高血氨症），若是體內缺少尿素循环中需要的酵素（例如鳥胺酸氨甲醯基轉移酶），也會造成高血氨症。高血氨症會造成肝性脑病的意識模糊或昏迷。
氨是控制動物體內酸鹼平衡的重要物質。若動物體內將谷氨醯胺轉換為铵离子，之後也會分解α-酮戊二酸，產生二個碳酸氢根，做為體內的緩衝溶液。。

### 甲烷
腸道菌群會產生甲烷（CH4），而且會吸收到血液中。有研究者指出，除此之外，真核生物細胞在脂質过氧化時也會分泌少量的甲烷，研究者也發現在實驗中使線粒體缺氧（例如叠氮化钠中毒）時，內源性甲烷的濃度會上昇，因此推測甲烷可能是傳遞缺氧及應激的細胞間細胞。
其他研究者也發現敗血症或是細菌性內毒素血症時，細胞產生的甲烷量也會增加，其中包括用脂多糖給藥來模擬內毒素血症的實驗。
也有研究者發現，就算是腸道菌群產生的甲烷，對腸道仍然是有影響的。甲烷和腸道的蠕动調節有關，甲烷過量不只是會打嗝、脹氣和腹痛，也會造成機能性的便秘。

### 乙烯

乙烯訊號傳導途徑。

乙烯（H2C=CH2）是一種植物激素。在植物生長過程中，痕量的乙烯可以刺激（或調節）果实的成熟、花朵的盛開，及葉子的凋零。商業催熟室使用「催化發生器」從液體乙醇製造乙烯氣體。通常，使用 500 至 2,000 ppm 的釋氣水平，持續 24 至 48 小時。放氣時必須小心控制催熟室中的二氧化碳水平，因為高溫催熟（20 °C（68 °F））已發現 24 小時內會產生 10% 的二氧化碳水平。
自古埃及人就開始使用乙烯，他們會在無花果上刮傷以刺激成熟（受傷會刺激植物組織產生乙烯）。古代中國人會在密閉的房間裡燒香來促進梨子的成熟。 1864年，人們發現路燈洩漏的氣體會導致生長遲緩、植物扭曲和莖異常增厚。1901年，一位名叫迪米特里·內爾朱鮑（Dimitry Neljubow）的俄羅斯科學家表明，活性成分是乙烯。 Sarah Doubt 在 1917 年發現乙烯會刺激脫落。直到1934年Gane才報告植物合成乙烯。 1935年，克羅克 (Crocker) 提出乙烯是負責果實成熟和營養組織老化的植物激素。

植物合成乙烯的途徑楊氏循環（Yang cycle）

乙烯基本上是由高等植物的所有部分產生的，包括葉、莖、根、花、果實、塊莖和種子。乙烯生產受到多種發展和環境因素的調節。在植物的生命週期中，乙烯的產生在某些生長階段被誘導，例如發芽、果實成熟、葉子脫落和花朵衰老。乙烯的產生也可以由多種外部因素誘導，例如機械損傷、環境壓力以及某些化學物質（包括生長素和其他調節劑）。
乙烯是透過 Met 腺苷轉移酶將胺基酸甲硫氨酸生物合成為S-腺苷甲硫氨酸（SAM）。然後SAM透過ACC合成酶 (ACS) 轉化為1-氨基环丙烷-1-甲酸 (ACC)。 ACS 的活性決定了乙烯的產生速率，因此對此酵素的調節是乙烯生物合成的關鍵。最後一步需要氧氣並涉及氨基环丙烷羧酸氧化酶 (ACO) 的作用，該酶以前稱為乙烯形成酶 (EFE)。乙烯生物合成可由內源或外源乙烯誘導。 ACC合成隨著生長素含量的增加而增加，特別是吲哚-3-乙酸 (IAA) 和細胞分裂素。

## 外部連結
- 维基共享资源上的相關多媒體資源：氣態信號分子